# Amante latino

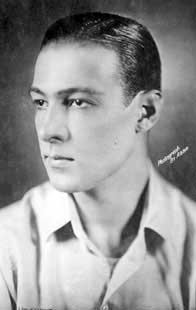
Rudolph Valentino, el "Latin Lover" original, que caracterizó el estereotipo.

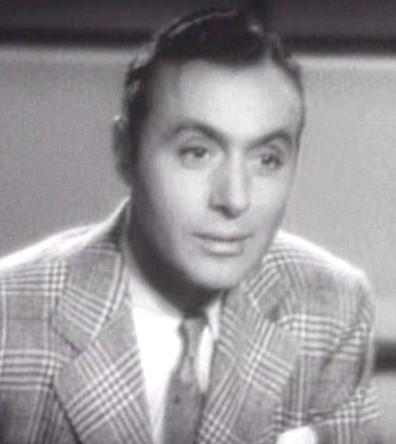
Charles Boyer, creador del cliché del amante francés.

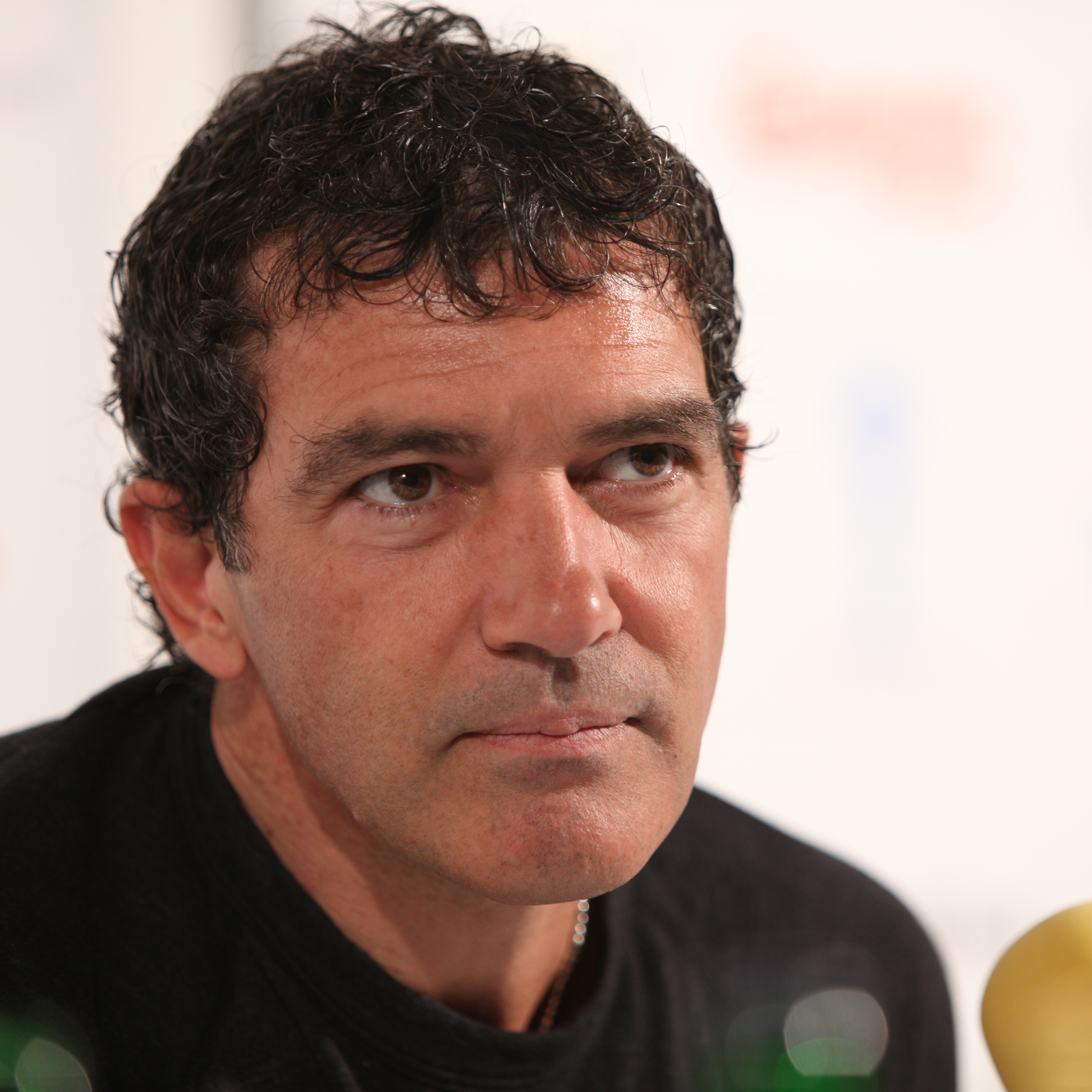
Antonio Banderas, una de las últimas encarnaciones del estereotipo.

El amante latino (en inglés: latin lover) es un personaje estereotipado originario de los pueblos latinos de Europa, que forma parte del star system de Hollywood. Apareció por primera vez en Hollywood en la década de 1920 y, en su mayor parte, perdió popularidad durante la Segunda Guerra Mundial. Con el tiempo, el tipo evolucionó, desarrollando diversas variantes locales e incorporando gradualmente atributos distintos de las características físicas que lo definían originalmente.

## Características
El amante latino fue el primer tipo de actor masculino en la historia del cine cuyo comportamiento y destino se determinan a través de sus relaciones amorosas con una mujer, de ahí el nombre de "amante". Sin embargo, como se describió al tipo al principio, el término "seductor" sería más adecuado. Las principales características que describen al tipo incluyen:
- apariencia: siempre es guapo o, para el estándar reinante en la época, de aspecto diferente o atípico.
- comportamiento: la forma en que conquista a las mujeres, utilizando una mirada aguda y enfocada, y ciertos gestos caracterizados por arrebatos de pasión, bailes, etc.
- tipo de roles: suele ser un héroe romántico, exótico y extranjero, sobre todo una persona o personaje histórico de la literatura, a menudo víctima de una intriga que insinúa un romance condenado al fracaso.
- género de películas: principalmente melodramas, y si se trata de algún otro tipo de película, debe tener connotaciones melodramáticas.[3]

Cuando apareció, el Latin Lover se oponía al tipo de personaje masculino absolutamente dominante en Hollywood en ese momento, un hombre de acción, que representaba a un luchador por la justicia, la libertad o alguna otra causa. Al mismo tiempo, el Latin Lover fue el primer tipo claramente no estadounidense. Fue el resultado de varios factores: una crisis de fe en la supremacía de un hombre como consecuencia de los horrores de la Primera Guerra Mundial, la creciente emancipación femenina, pero también el esfuerzo de Hollywood por conquistar los mercados cinematográficos de Europa, cuyo público se consideraba más refinado en ese momento. Los atributos no estadounidenses del tipo y el hecho de que un número notable de actores europeos trasladaran sus carreras a Hollywood ha hecho que algunos historiadores de cine, como Enno Patalas, prefieran el término "extranjero" en lugar de "amante".

## Origen
Debido a la idea estadounidense de cómo debería ser un amante latino (cabello oscuro, tez más oscura), los representantes iniciales del tipo eran de hecho de origen del sur de Europa, principalmente del Mediterráneo. El primero fue el italiano Rudolph Valentino. El director George Fitzmaurice, quien dirigió a Valentino en varias de sus películas, fue muy importante para el lanzamiento del personaje del amante latino. Valentino es considerado universalmente como el representante supremo de este estereotipo en la historia del cine. En 1921, Valentino protagonizó Los cuatro jinetes del Apocalipsis de Rex Ingram. Aunque no fue el actor más destacado de la película, interpretando a un amante francés que muere en la Primera Guerra Mundial, se convirtió en una estrella instantánea, como el "amante ideal" de Hollywood. Pronto, el aura mediática de "amante latino" se desarrolló a su alrededor. Para las fanes femeninas, se convirtió en un símbolo de masculinidad, pasión y erotismo místico, un seductor que conquista a las mujeres con solo mirarlas. Sin embargo, los espectadores masculinos lo consideraban artificial, destacando sus modales femeninos e incluso su actuación grotesca. Sin embargo, Valentino como el amante latino fue la primera estrella masculina que "llevó a las mujeres al éxtasis", ya que antes solo existían sus contrapartes femeninas, las vampiresas, en las películas de Hollywood.
A pesar de los continuos ataques de la prensa amarilla, que incluían acusaciones de homosexualidad y de "mujeres fuertes" que dirigen su carrera, las películas de Valentino obtuvieron cantidades de dinero sin precedentes. Símbolo de lo que debía ser y lucir un amante en la década de 1920, su enorme popularidad se vio reforzada por su inusual vida personal y el hecho de que fue la primera estrella masculina cuya vida privada se comparó con las de los personajes que interpretó. El mito de Valentino quedó sellado con su muerte prematura a los 31 años, ya que fue seguida por una histeria masiva y colapsos de los fanes y sus compañeras actrices, un gran funeral con casi 100.000 personas y supuestos suicidios de varias mujeres. Seguirían otros actores encasillados como Ramon Novarro, Ricardo Cortez, Antonio Moreno, Gilbert Roland, Rod La Rocque y Adolphe Menjou, el primero que aportó cierta medida de cinismo al tipo.
A medida que los amantes latinos ganaron popularidad rápidamente entre el público, las características "no latinas" aumentaron, por lo que se desarrollaron las variaciones del tipo, lo que hizo que el uso de "extrnjero" en lugar de "amante" fuera más aceptable. En Gran Bretaña, el creador fue Ivor Novello, y Ronald Colman agregó el carácter inglés, creando el tipo de un caballero inglés. Los sabores centroeuropeos y alemanes locales fueron presentados por Erich von Stroheim y Conrad Veidt, respectivamente, mientras que un ejemplo ruso muy popular fue Ivan Mosjoukine.
En cuanto a los actores estadounidenses del último periodo mudo, casi sin competencia de otros actores, el tipo fue encarnado por John Barrymore y John Gilbert. En el periodo sonoro, los actores estadounidenses más populares de este tipo fueron William Powell, Fredric March, Melvyn Douglas y los comercialmente exitosos Robert Taylor y Tyrone Power. El tipo del "amante francés" fue creado por Charles Boyer, mientras que los actores británicos populares, antes de la Segunda Guerra Mundial, incluyen a Laurence Olivier, Leslie Howard, Robert Donat, David Niven y James Mason. Los británicos en general agregaron mucho más realismo al tipo, mientras que Mason representó un derivado un poco "sádico". Massimo Girotti fue una versión italiana.
Aunque a veces se incluye en esta categoría a actores como Douglas Fairbanks y Anthony Quinn, en realidad pertenecían al tipo de aventurero o espadachín.

## Después de la Segunda Guerra Mundial
El estallido de la Segunda Guerra Mundial hizo que el estereotipo pareciera totalmente obsoleto, por lo que después de que terminó la guerra solo aparecieron raros actores en el tipo, e incluso entonces, solo por el corto período de sus carreras: Louis Jourdan y Gérard Philipe a fines de la década de 1940, Tony Curtis y Rossano Brazzi en la década de 1950 y Omar Sharif a fines de la década de 1960. Marcello Mastroianni hizo algunas actuaciones de tipo, pero también lo evocó y parodió de manera muy efectiva en varias películas, mientras que solo parcialmente fue representado por Robert Redford, Burt Reynolds, Gérard Depardieu y Michael York en la década de 1970. Aun así, el tipo sobrevivió durante la década de 1980 en el cine de América del Sur y revivió en cierta medida en la década de 1990 con Antonio Banderas.
Otros amantes latinos del cine mundial, parcialmente o a lo largo de toda su carrera, incluyen a Warner Baxter, Iván Petrovich, Pierre Blanchard, George Raft, Cesar Romero, Fernando Lamas, Ricardo Montalbán, Sal Mineo, John Gavin, George Hamilton Jean-Paul Belmondo, Alain Delon, Al Pacino, Sylvester Stallone, John Travolta, Andy García, Olivier Martinez y Vincent Perez.
Con el tiempo, el término se extendió a otras artes, como la música, siendo representantes típicos el padre y el hijo Julio Iglesias y Enrique Iglesias.